# Международный музыкальный фестиваль в Кольмаре
Международный музыкальный фестиваль в Кольмаре (фр. Festival international de musique de Colmar) — ежегодный фестиваль классической музыки, который проходит в городе Кольмар, Франция. В 2013 году фестиваль отметил двадцатипятилетний юбилей. Руководитель фестиваля — Владимир Спиваков. Основателем фестиваля был немецкий дирижер Карл Мюнхингер.
Фестиваль считается одной из достопримечательностей города.

## История
Первые 10 лет с момента основания Кольмарским фестивалем руководил дирижер из Германии Карл Мюнхингер, в других источниках его имя значится как Карл Мюншингер. Он был руководителем Штутгартского камерного оркестра.
Он приехал во Францию после Второй мировой войны. Спустя какое-то время, в середине 1970-х годов, Карл Мюнхингер предложил мэру города ежегодно проводить фестиваль в городе. Так был основан международный фестиваль в Кольмаре, в то время то время маленький и камерный, он состоял из 6 концертов. Карл Мюнхингер провел в Кольмаре 10 фестивалей. Основная идея фестивалей строилась на франко-немецком примирении.
Когда Владимир Спиваков приехал в Кольмар в 1988 году, он познакомился с мэром города Эдмоном Жерером, который предложил ему стать артистическим директором Кольмарского фестиваля. Местом проведения фестиваля он выбрал церковь Святого Матфея, которой нужен был хороший ремонт. Спустя время в одном из музеев Парижа состоялась пресс-конференция, посвященная фестивалю. В 1995 году, когда Эдмон Жерер умер, и новым мэром стал Жильбер Меер, который оставил проведение фестиваля в прежнем формате.

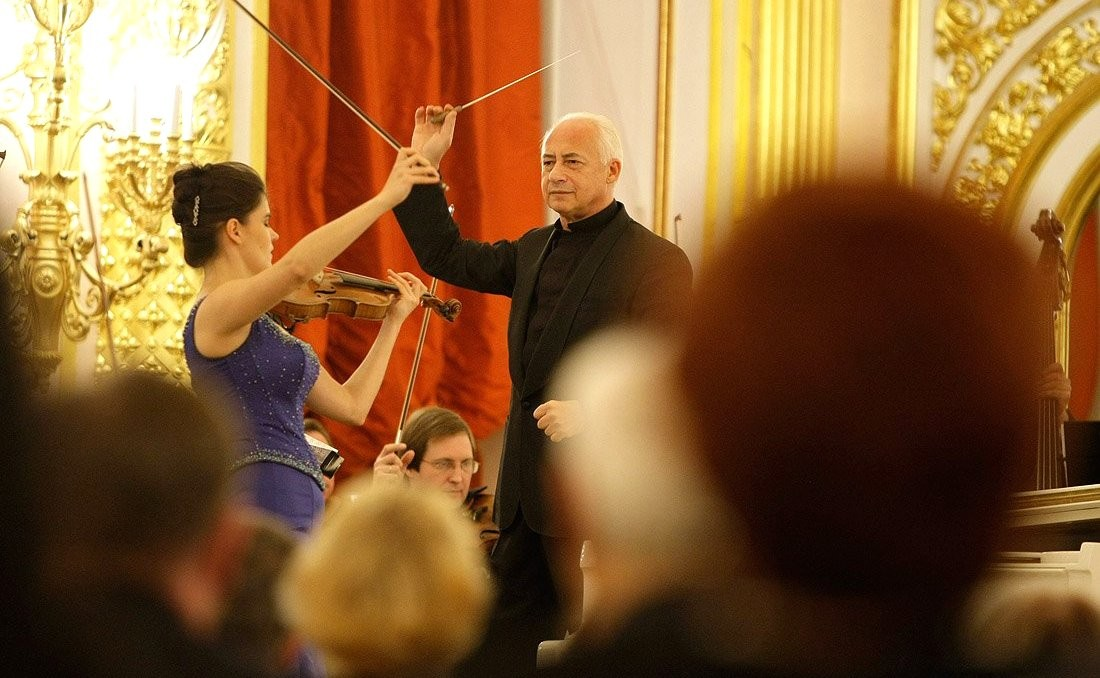
Владимир Спиваков — артистический директор фестиваля

С того времени Владимир Спиваков стал постоянным руководителем Кольмарского музыкального фестиваля и его участником. Ему принадлежит идея посвящать каждый фестиваль одному из известных музыкантов. В 1989 году фестиваль был посвящен Гленну Гульду, в 1990 году Давиду Ойстраху, в 1992 году Владимиру Горовицу, в 1995 году фестиваль посвятили Иегуди Менухину, а в 1998 году — Федору Шаляпину.
В 2007 году Кольмарский фестиваль был посвящен дирижеру и скрипачу Шарлю Мюншу. На фестивале звучали произведения Чайковского, Шостаковича, Стравинского. Программа фестиваля состояла из 50 произведений мировой классики.
В 2012 году фестиваль проходил с 3 по 14 июля в романской церкви Святого Матфея (фр. Eglise Protestante St-Matthieu), построенной в конце XII века. В рамках программы Национальный филармонический оркестр России и Штутгартский камерный оркестр исполнили произведения Баха, Моцарта, Бетховена, Гайндна. Фестиваль проводился в честь немецкого дирижёра Карла Мюнхингера. Стоимость входного билета была от 10 до 60 евро.

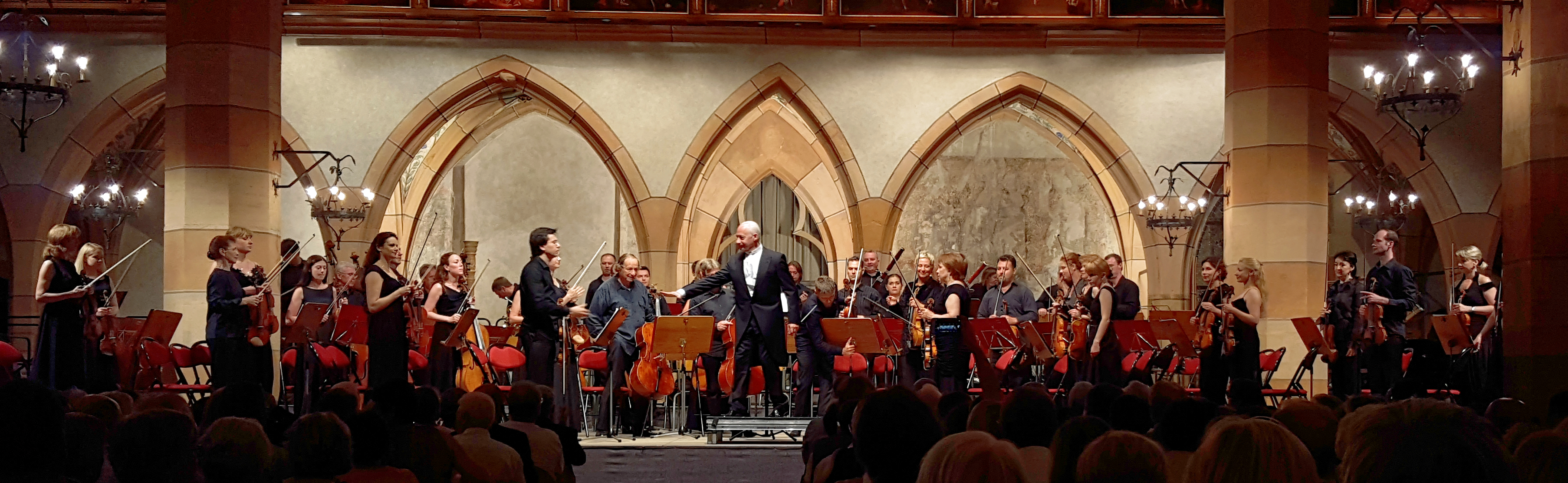
Владимир Спиваков в Кольмаре

В 2013 году концерт фестиваль проходил со 2 по 14 июля и он был посвящен памяти пианистки Брижит Анжерер. Организатор фестиваля — маэстро Владимир Спиваков. Сиприан Кацарис и Элен Мерсье дали сольный концерт в память о пианистке. В концертной программе произошла замена — вместо выступления Евгения Кисина, состоялось выступление пианиста Александра Романовского. Фестиваль проходит с максимальным присутствием звезд-участников, с исполнением классических хитов. Концерты проводятся на территории городской синагоги, в часовне Святого Петра, в церкви Святого Матфея. Концерт завершается в День взятия Бастилии.
В 2018 году состоялся тридцатый по счету Кольмарский музыкальный фестиваль, который был посвящен творчеству пианиста и композитора Евгения Кисина. На этом фестивале было анонсировано также несколько выступлений и самого Евгения Кисина. 4 июля должен был состоятся сольный концерт артиста и открытие фестиваля, и еще одно выступление — 9 июля, когда было объявлено, что Евгений Кисин сыграет в ансамбле с участниками «Копельман-квартета» и Владимиром Спиваковым. 13 июля он должен был дать концерт вместе с Национальным филармоническим оркестром России, под управлением Владимира Спивакова. На 11 июля был запланирован поэтический вечер Евгения Кисина. В 2018 году Международный музыкальный фестиваль в Кольмаре продлился с 4 по 14 июля, в нем принимали участие Марта Аргерих, Денис Мацуев, Чо Сон Джи, Василий Ладюк, Миша Майский, Джордж Ли, Алексей Неклюдов.